# 常磐村 (千葉県)
常磐村（ときわむら）とは、千葉県香取郡にかつて存在した村である。

## 地理
- 現在の多古町の北東部に位置する。
- 村域は台地と平地が入り組む谷戸が多い地形になっている。

## 歴史

### 沿革
- 1889年（明治22年）4月1日 - 町村制施行に伴い、川島村・松崎村・坂村・方田村・南玉造村が合併し、香取郡常磐村が発足。
- 1954年（昭和29年）3月31日 - 中村・久賀村とともに（旧）多古町に合併。常磐村は消滅。

変遷表
| 1868年 以前 | 1868年 以前 | 明治22年 4月1日 | 昭和29年 3月31日 | 現在   |
| ----------- | ----------- | --------------- | ---------------- | ------ |
|             | 川島村      | 常磐村          | 多古町           | 多古町 |
|             | 方田村      | 常磐村          | 多古町           | 多古町 |
|             | 坂村        | 常磐村          | 多古町           | 多古町 |
|             | 松崎村      | 常磐村          | 多古町           | 多古町 |
|             | 南玉造村    | 常磐村          | 多古町           | 多古町 |

## 人口・世帯

### 人口
総数 [単位： 人]
| 1891年（明治24年） | 2,253 |
| 1935年（昭和10年） | 3,059 |
| 1954年（昭和29年） | 3,630 |

### 世帯
総数 [単位： 世帯]
| 1954年（昭和29年） | 608 |